# Pásmová propust

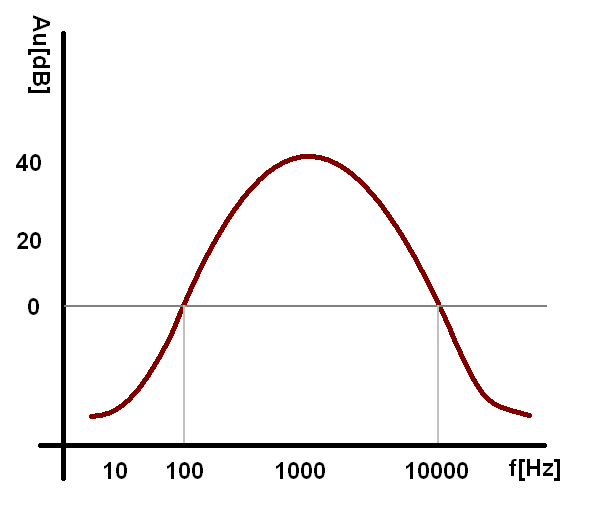
Tato propust propustí signály pouze mezi 100 a 10 000 Hz

Pásmová propust označuje lineární filtr, který propouští signál jen určitých frekvencí. Využití nalézá zejména v audio technice, kde se používá pro rozdělení signálu tak, abychom mohli jednotlivé frekvenční úseky ovlivňovat samostatně.
Typy:
- Pasivní (čtyřpóly) – složený z RC (integrační článek neboli dolní propust, propouští dolní frekvence) a CR (derivační článek neboli horní propust, propouští horní frekvence) článku
- Aktivní s operačním zesilovačem (OZ)

Na rozdíl od horní a dolní propusti, které mají mezní frekvenci (tj. pokles přenosu o 3 dB), tzn. až po tuto frekvenci článek propouští všechny nižší (dolní propust) resp. vyšší (horní propust), pásmová propust propouští pouze pásmo určené dvěma mezními frekvencemi. Pasivní pásmové propusti (filtry) mají nevýhodu, že nedosahují příliš vysokého přenosu (účinnosti), nikdy není vyšší než 1. Tento nedostatek odstraňuje operační zesilovač, který dokáže vytvořit virtuální nulu mezi vstupy zesilovače. Tím dosahuje mnohem vyšší účinnosti. Tyto propusti, neboli filtry, se dají skládat jak pasivně tak aktivně. Tím zvyšujeme řád filtru. Pásmová propust je vždy filtr minimálně 2. řádu, protože obsahuje alespoň 2 články, a to dolní a horní propust, ať už jsou realizovány pasivně nebo aktivně operačním zesilovačem.